# Sebe Béla
Sebe Béla (Brassó, 1935. július 12. – Marosvásárhely, 1996. június 27.) erdélyi magyar biológus, biológiai szakíró.

## Életútja, munkássága
Középiskoláit Sepsiszentgyörgyön végezte (1952), a Bolyai Tudományegyetem biológia–kémia szakán szerzett tanári diplomát (1957). 1959-ig Rétyen tanított, majd az IMSZ Maros megyei szervezetének aktivistája, 1961-től a marosvásárhelyi OGYI biológiai, mikrobiológiai (1965), majd járványtani (1969) tanszékén laboratóriumvezető. 1977-től haláláig az orvosi biológia és genetika tanszéken adjunktus, a tanszék magyar előadója.
Foglalkozott a zöld algák tenyésztésével, kísérleti állatok beltenyésztésével, gyógynövények mikroszkopikus szerkezetének és antibiotikus hatásának vizsgálatával, a hepatitis A-vírus és a bélbaktériumok kórisméjével, valamint hisztokémiai, humángenetikai és járványtani kérdésekkel. Közel száz dolgozata az Orvosi Szemle, Revista Medicală, Igiena, Dermato-Venerologia, Viaţa Medicală, Studii şi Cercetări Inframicrobiologice, Orvostudományi Értesítő c. folyóiratokban jelent meg.

## Tankönyvei és orvostörténet
- Biológia-genetika jegyzet egyetemi hallgatók részére (Marosvásárhely, 1986).
- Genetica medicală – Lucrări practice c. gyakorlati jegyzet (társszerző, Marosvásárhely, 1988).
- Bedő Sándorral együtt fejezetet írt A marosvásárhelyi magyar nyelvű orvos- és gyógyszerészképzés 50 éve c. kötetbe (Budapest, 1995).